# Alta Car and Engineering Company
Alta (Алта) — з 1931 року англійський виробник автомобілів. Штаб-квартира розташована в місті Лондон. У 1956 році компанія припинила виробництво автомобілів. Компанія була активним учасником Чемпіонату світу Формула-1 в 50-х роках минулого сторіччя.

## Джефрі Тейлор
Компанія Alta Car and Engineering Company Ltd. була створена у 1931 році Джефрі Тейлором, тодішнім 27-річним віце-президентом, власником невеликого спортивного автомобіля власного виготовлення, з метою виготовлення виробничих версій цього автомобіля.
Тейлор заробляв на життя, виконуючи контрактну інженерну роботу для сусідньої компанії ABC, розташованої недалеко від його місця проживання у Кінгстон-Хілл, що у Лондоні. Наприкінці 1927 року він почав споруджувати собі спортивний автомобіль не тільки власного дизайну, але й власного виготовлення. Деталі двигуна, такі як колінчастий вал та шатуни, були також власного виготовлення. Його метою був автомобіль з 1100-кубовим двигуном, який був не тільки невеликим і легким, але й наднизьким, оскільки Джефрі вважав, що більшість спортивних автомобілів тих днів були занадто високими, щоб досягти гарної керованості. З каталогу Rubery Owen тих часів він вибрав фірмову конструкцію шасі із швелерного профілю з боковими балками, які після перевертання давали йому очікуваний результат. Пара цих бокових балок забезпечила основу для його машини, а осі і пружини були встановлені над шасі, а не під ними, що було більш традиційним способом. Спереду були встановлені напівеліптичні ресори, а ззаду використовувалися четвертьеліптичні ресори. 4-циліндровий двигун також був встановлений низько на шасі, а готовий автомобіль встановив нові стандарти для того часу.
Двигун був виготовлений з алюмінію із чавунними вкладишами циліндрів та двома верхніми розподільними валами, що приводилися у дію вертикальним валом і косозубими шестернями на задній частині колінчастого валу. Клапани розміщувались під кутом 90 градусів у легкосплавній головці циліндрів і сиділи на сталевих вставках. Діаметр циліндрів та хід поршнів становив 60 х 95 мм., що дало об'єм 1074 см3, при коефіцієнту стиснення 7,6 до 1 потужність становила 49 к.с. при 5200 об/хв, і двигун залишався безпечним до 6200 об/хв. Вся ця робота була виконана в сімейному будинку на Кінгстон-Хілл, використовуючи мінімум інструментів, ентузіазм та працьовитість при відсутності можливостей. 
Завершивши машину, Тейлору потрібна була назва для цього, і він вибрав Alta, назву міста в Альберті, Канада, яку він зустрічав, читаючи роман. Ця назва йому сподобалась. Перша Alta була зареєстрована в листопаді 1928 року і отримала номер PK 4053 у Сурреї. Незабаром автомобіль зустрічався навколо околиць будинку і дебютував на змаганнях, що було однією із цілей Джефрі Тейлора. На змаганнях Лондон-Лендс-Енд наприкінці 1930 року він отримав бронзову медаль. У наступному році він знову виступив на Лондон-Лендс-Енд, і цього разу здобув срібну медаль.

## Заснування компанії
До цього часу Тейлор почав виробляти наступні екземпляри свого «прототипу» і зареєстрував компанію «Alta Car and Engineering Company Ltd.» у січні 1931 року зі статутним капіталом у розмірі 1000 фунтів на одну акцію, що належали Тейлорові особисто. Незадоволений ідеями місцевих підрядників про будівництво його заводу на ділянці землі, якою він володів у Толуорті, на Кінгстон-бай-Пасс він побудував власний завод за частину вартості і за менший період часу. 

## Початок виробництва автомобілів
У квітні 1931 року він зміг оголосити в автомобільній пресі, що спортивний автомобіль Alta із 1100-кубовим двигуном став доступним за 350 фунтів стерлінгів. Як і багато маленьких виробників автомобілів, Тейлор не хотів називати свою першу вироблену на заводі машину №1, він вважав свою власну машину PK 4053 прототипом, і почав рахувати виготовлені автомобілі з №10. Це означало, що першим автомобілем був № 11, завершений влітку 1931 року і проданий містеру Ласту з Літлгемптона. Цей автомобіль мав коротке життя, в щоденнику керівника робіт Гріффіта була примітка, яка говорить: "... повністю розбитий та списаний. Лютий 1932 року". Тим часом PK4053 все ще регулярно використовувався Джеффрі Тейлором як для публічних та рекламних цілей, так і для експериментальних робіт і як повністю працюючий екземпляр. Друга вироблена машина, яка була побудована, була під номером № 12. Автомобіль було доставлено у Вісконт Керзон у грудні 1931 року і зареєстровано під номером GT1617. У робочому зошиті згадується, що при купівлі із обміном старого авто на новий Alta з MG була у той час знижка у розмірі 120 фунтів стерлінгів і 140 фунтів при обміні купе Morris Cowley, після чого MG продавався з прибутком, а Morris Cowley - зі збитком. Вісконт Керзон сьогодні виступає Патроном реєстру Alta.
Номером 13 був двигун, проданий Рону Хортону для свого Henna Special, це стало першим успіхом на змаганнях для продукції компанії Alta. Він був оснащений нагнітачем Amherst Villiers і встановив рекорд у своєму класі в Шелслі Уолш в 1932 році. Ще три автомобілі були завершені і продані в 1932 році, один з яких був 4-місною моделлю, і два в 1933 році. Тим часом Тейлор все ще їздив на своєму автомобілі і доглядав за автомобілями своїх клієнтів, а також займаючись розробкою двигунів людей, які брали участь у перегонах на своїх автомобілях. У 1934 році шотландець Кормак купив Alta під номером 21S для гонок і наприкінці сезону він встановив новий рекорд кола для автомобілів з 1100-кубовим двигуном на гірській трасі Бруклендс. У лютому 1935 року Пітер Уайтхед придбав Alta 24S, а в травні 1935 року Лейс купив 25R1S, ці дві машини були зареєстровані під номерами AER 884 і DPJ 929 відповідно, і обидва використовувались у всіх видах перегонів. До цього часу Тейлор виготовив свої нагнітачі типу Roots, також були поліпшені двигуни. Косозубі шестерні до розподільних валів було замінено на прямозубі, але, оскільки вони виявилися занадто шумними, їх замінили однорядними ланцюгами. Оригінальна коробка передач без синхронізаторів була замінена коробкою передач з попереднім вибором включеної передачі, і всі модифікації були вперше випробувані на власній машині Тейлора PK 4053. Крім того, він займався розробкою 1500-кубової версії двигуна, і в середині 1935 року був побудований перший чистий гоночний Alta для Кормака. Автомобіль наслідував конструкцію 1100-кубових автомобілів з шасі з низькою рамою, але двигун і коробка передач були трохи зміщені вліво, таким чином, що сидіння водіння розташовувалось між правою боковою балкою шасі та карданним валом.
До цього часу 1100-кубові автомобілі вже не будувалися, останній був 25R1S. Було виготовлено дванадцять автомобілів від №11 до №25, причому три номери були присвоєні лише двигунам. Нова серія 1.5-літрових "зміщених" гоночних машин почалася з №52, шість з них були побудовані для Кормака (52S), Джексона (53S), Уейкфілда (56S), Бартлетта (57S), Френка О'Бойла (58S) і Філіпа Джокера (59S). У цій серії були виговлені два дорожніх спортивних автомобіля: 2-літровий з наддувом 54S для доктора Вільямса, зареєстрований під номером FF4515, який згодом був перереєстрований на E0Y8, а пізніше - на EVG436, а також 1.5-літровий з наддувом (55S) для Беннетта, зареєстрований під номером DPG 167.

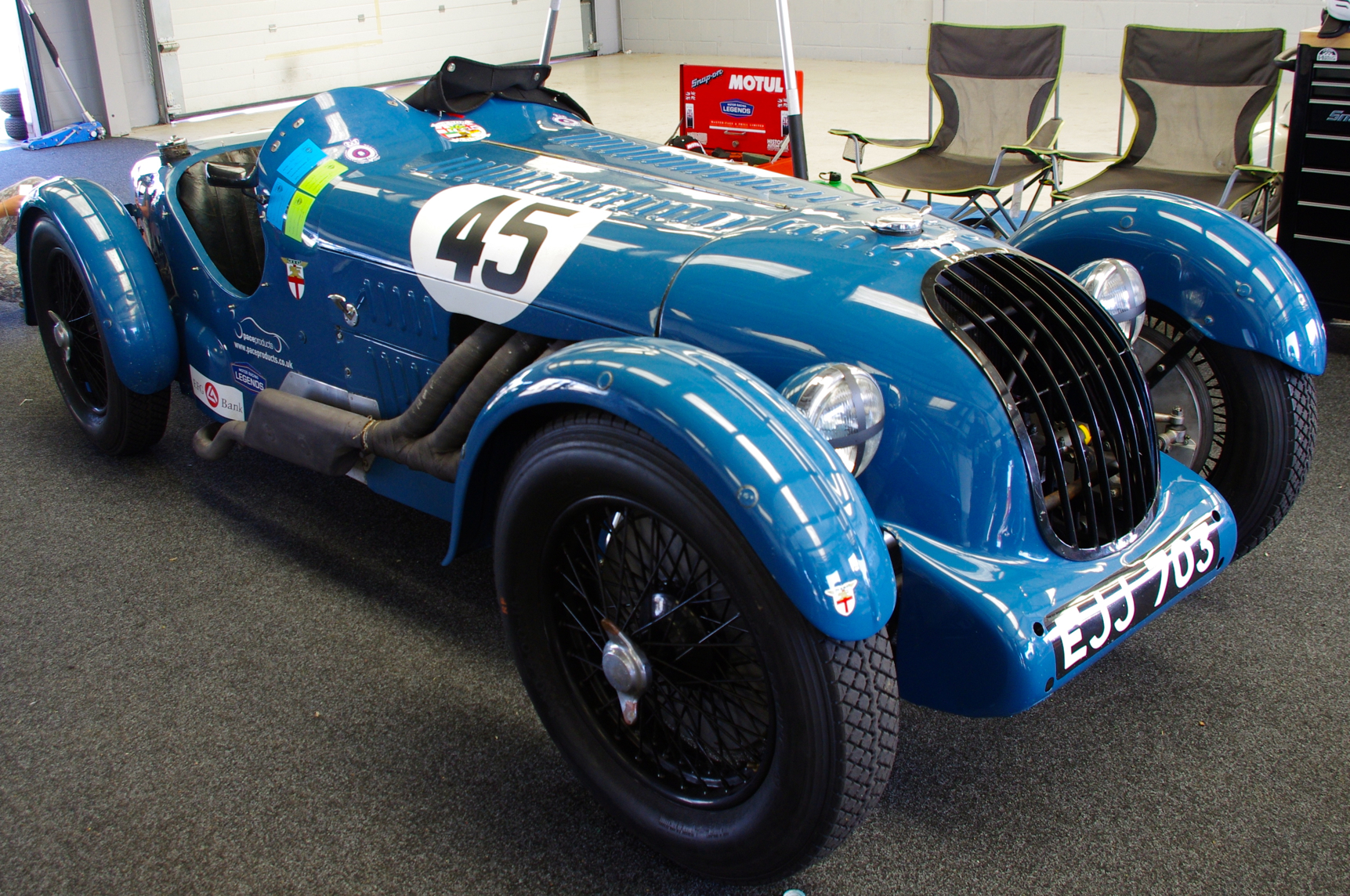
Alta 2 litre з наддувом 1936 року

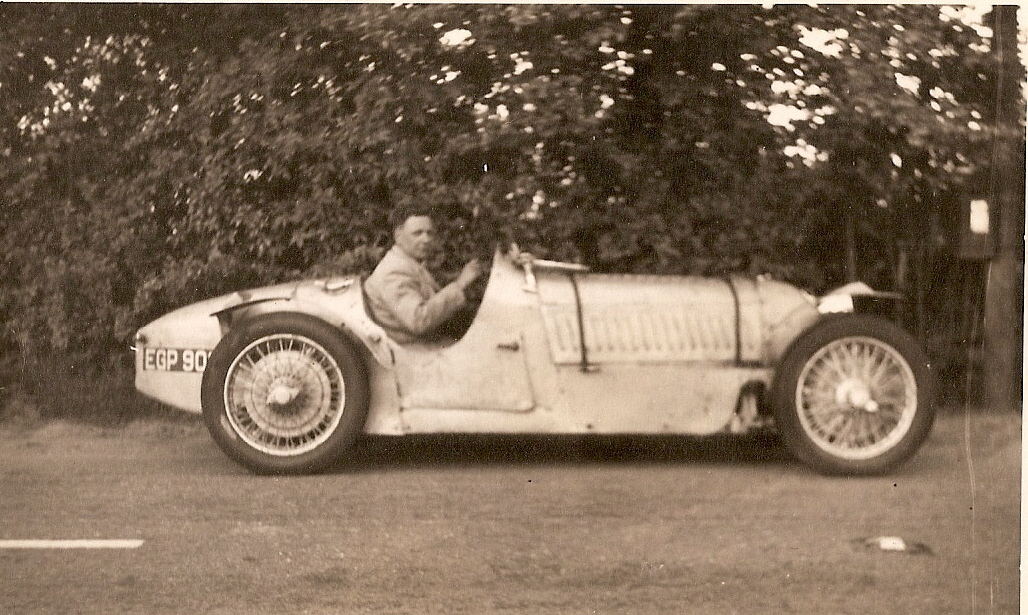
Джон Кроствейт на своєму Alta 1100 1937 року

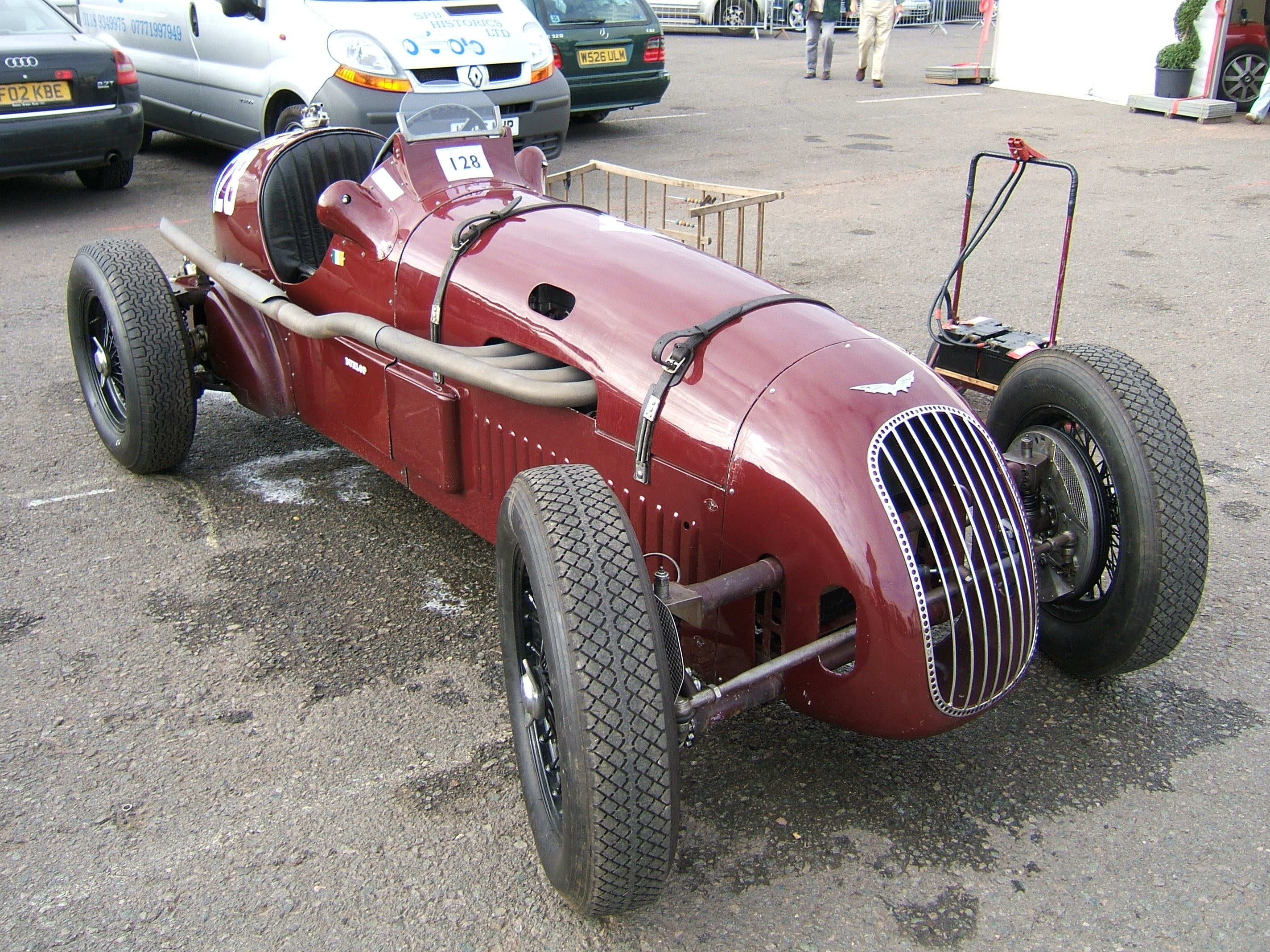
Довоєнний Alta 1937 року

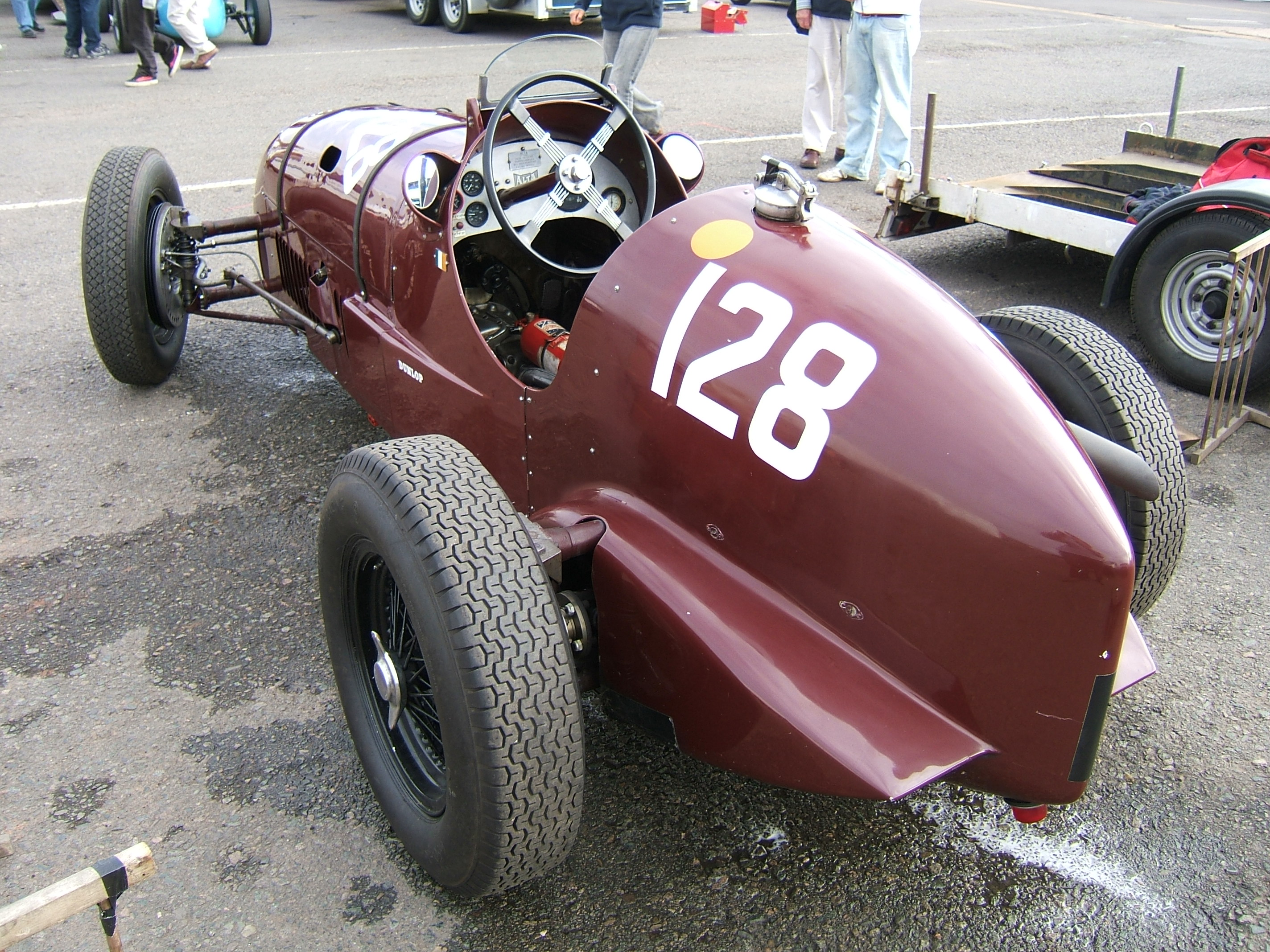
Довоєнний Alta 1937 року

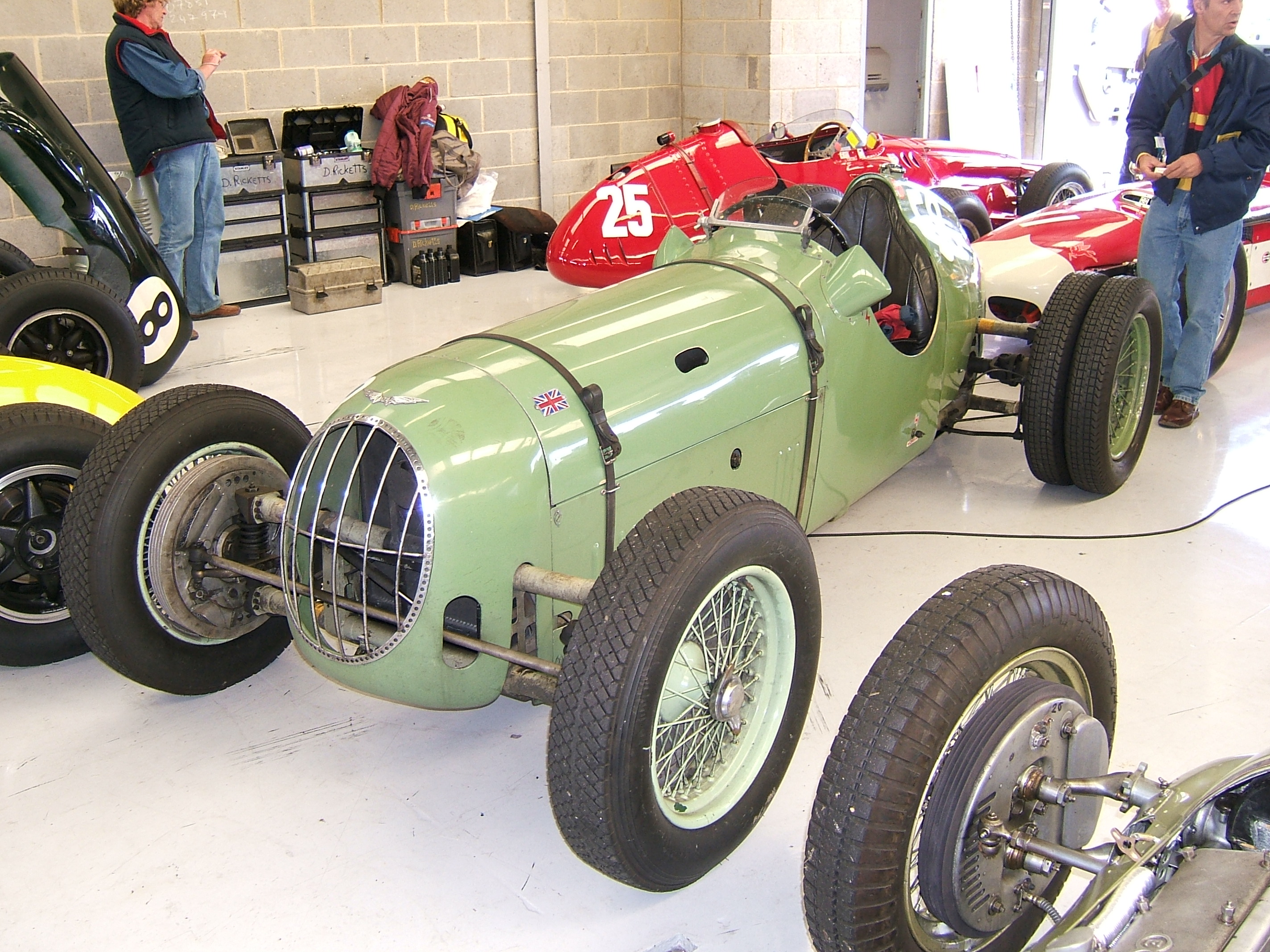
Довоєнний Alta для змагань із підйому на пагорб зі здвоєними задніми колесами

У 1936 році назва Alta стала досить відомою у британських гоночних колах, і вийшла у складі двох команд країни на міжнародних змаганнях. Джефрі Тейлор також був більш зацікавлений в гонках, ніж у виробництві, і більша частка зусиль компанії лягла на змагання, він сам став відомою особою у спринтах і швидкісних випробуваннях на PK4053, що постійно покращувався усіма останніми розробками, а також на "зміщеній" машині, яку придбав Джакер. У 1937 році з'явився цілковито новий гоночний автомобіль Alta під номером 61IS, букви позначали "Independent, Supercharged" ("незалежний, з наддувом". Він був вузьким одномісним, водій розташовувався по центру над карданним валом, автомобіль оснащувався всесторонньою незалежною підвіскою з вертикальними амортизаторами і спіральними пружинами. Цей автомобіль придбав Філіп Джакер 27 квітня 1937 року, але, на жаль, він загинув через місяць, тренуючись на острові Мен для гонок у Дугласі. Уламки були перебудовані та продані Джорджу Абекасісу в 1938 році, і цей автомобіль став найвідомішим з усіх Alta. Пофарбована у срібний колір з червоними колесами, ця машина проїхала багато перегонів з 1938 по 1939 роки, хоча вона не виграла жодних головних перегонів, вона була дуже успішною на менших національних змаганнях. У той час ERA та Maserati правили на змаганнях у класі 1.5 літра, але Абекасіс та срібна Alta не тільки підбурював їх, але побив їх декілька разів на Кришталевому Палаці, Бруклендс та у випробуваннях на швидкість та з підйому на пагорб. Тоді було побудовано два аналогічні дорожні автомобілі: один для Хью Хантера, а інший - для Тоні Бідла, перший - 1.5-літровий, другий - 2-літровий. Автомобіль Бідла під номером 67IS був останньою довоєнною Alta, з трубчастим шасі шасі, подвійним редуктором заднього мосту, що дає низьку лінію карданного валу, та всіма останніми розробками в двигуні, підвісці та гальмах. Вона була доставлена в серпні 1938 року, а до середини 1939 року Бідл почав розбиратися з машиною, яка відповідала за характеристиками 2-літровій ERA. Але тоді війна все зупинила. Між виготовленням одномісних автомобілів Тейлор також споруджував спортивні автомобілі "зміщеного" типу на шасі звичайної конструкції, і, оскільки війна наближалась, він завершив новий одномісний автомобіль із повністю незалежною підвіскою з торсіонами.
Щоб утримувати компанію в платоспроможному стані, завод повинен був виконувати урядову контрактну роботу з машинобудування та морського розвитку, використовуючи двигуни Ford V8, так що під час війни Alta Car and Engineering Co. Ltd. повністю перейшла на роботу від уряду. Між 1931 і 1939 роками Джефрі Тейлор і його невелика робоча сила побудували дванадцять 1100-кубових автомобілів, шість "зміщених" гоночних автомобілів, чотири одномісних та сім 1.5- й 2-літрових спортивних автомобілів, всього 29 машин, кожен з яких був побудований вручну. У статті в шотландському журналі Top Gear 1954 року було сказано, що Тейлор побудував 16 автомобілів з 1100-кубовим двигуном.

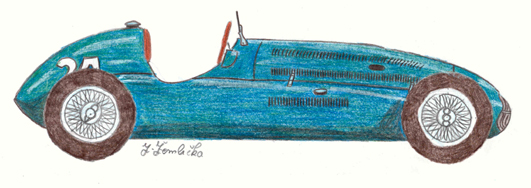
Малюнок Alta GP

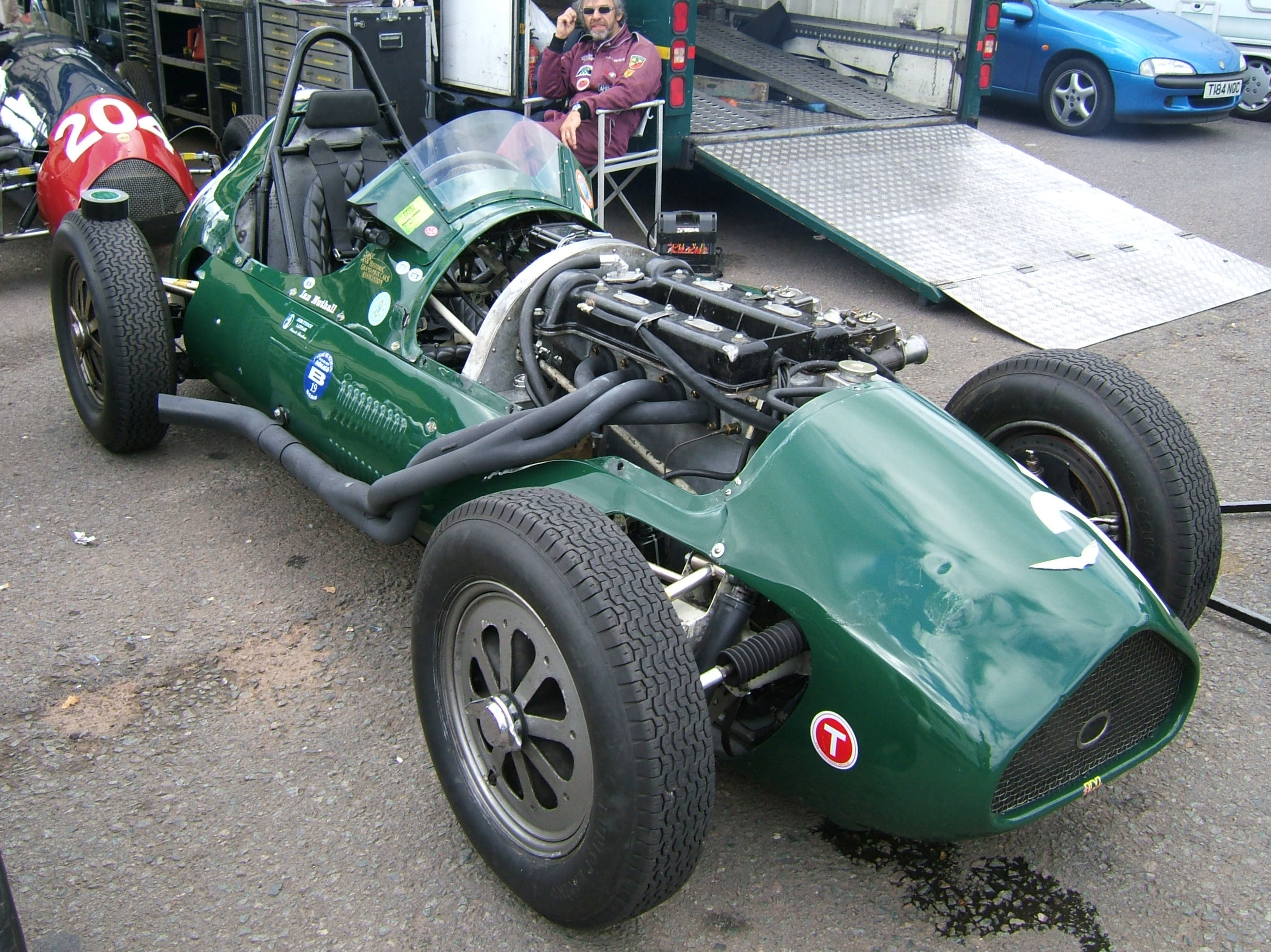
Alta F2 1952 року

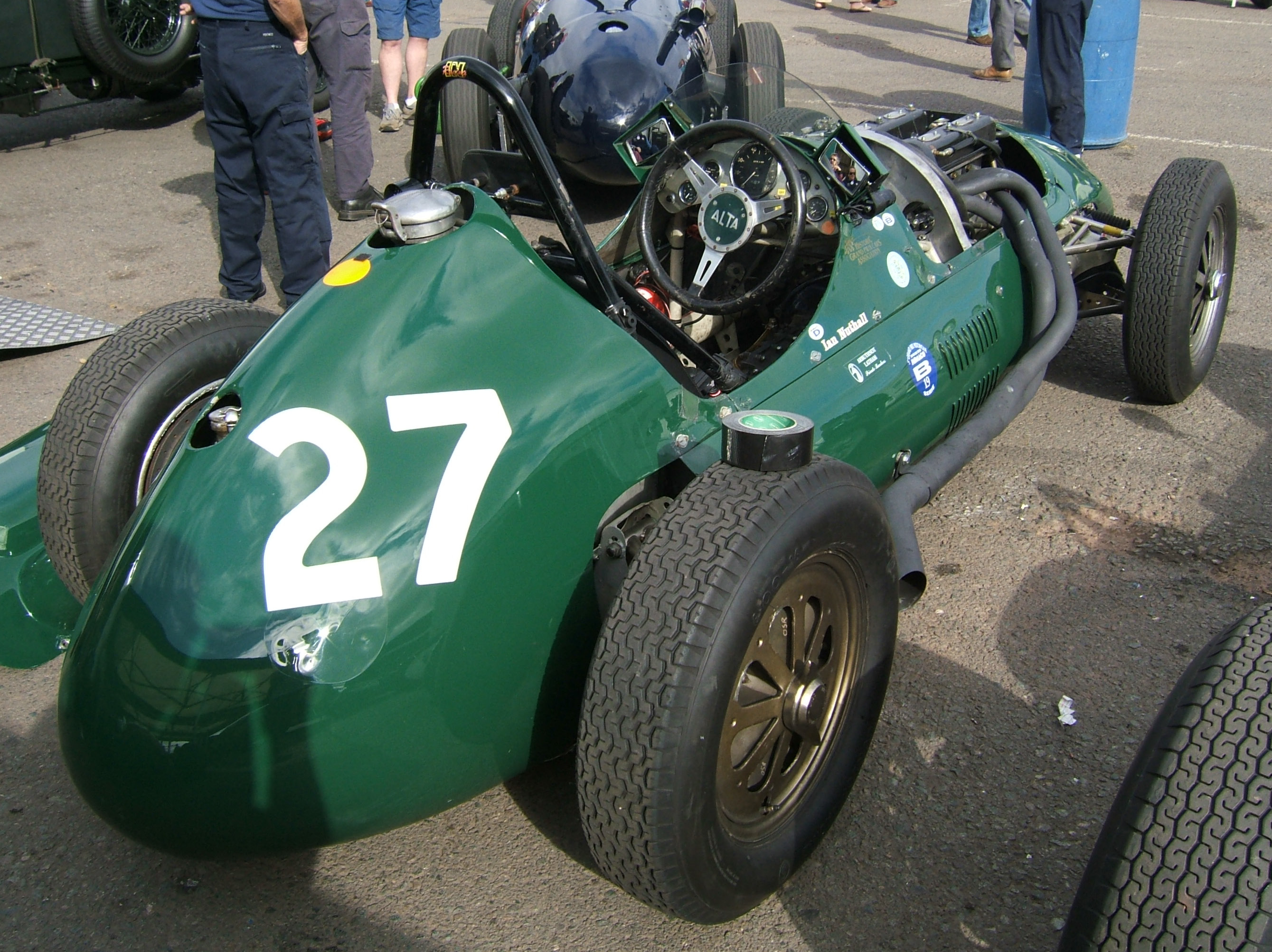
Alta F2 1952 року

Після війни Джефрі Тейлор захотів повернутися до перегонів і оголосив новий Гран-прі Alta в листопаді 1945 року, відтворення гонок було зосереджено навколо 1.5-літрових автомобілів з наддувом. Післявоєнні труднощі з постачанням матеріалів затримували його новий автомобіль до 1948 року, коли GP1 був доставлений до Джорджа Абекасіса. Це був одномісний автомобіль з трубчастим шасі, що наслідував лінії машин 1939 року, але підвіска мала подвійні важелі та гумові подушки. Двигун був поліпшеною версією довоєнного 4-циліндрового двигуна, для якого Тейлор побудував власну 4-ступінчасту коробку передач із синхронізаторами з використанням деяких фірмових деталей. Хоча GP1 показав непогані результати, він не був успішним, як і GP2 (для Джефа Крослі) та GP3 (для Джої Келлі), хоча при цьому вони не були повністю невдалими, але не могли зрівнятися з конкурентами від Alfa Romeo і Maserati. 4-циліндровий 2-літровий двигун Alta без наддуву був придбаний Абекасісом та його партнером Джоном Хітом, щоб створити основу їх успішних автомобілів HWM. Тоді Тейлор переробив свій післявоєнний автомобіль Grand Prix на 2-літровий автомобіль без наддуву для нових перегонів Формула-2 1952-1953 років. Було виготовлено чотири таких автомобілі F2, а п'ятий був запасним, який мав обтічний, повністю закритий кузов, але так і не був завершеним. Поряд з HWM швидко розширювалася й фірма Connaught, вони підписали контракти з Alta для постачання 2.5-літрових версій 4-циліндрового двигуна для своїх автомобілів серії B для перегонів Гран-прі 1954 року. Знаменитою стала перемога Тоні Брукса в Сиракузі 1955 року, коли він переміг заводську команду Maserati, сидячи за кермом Connaught і поклавши початок підйому Великої Британії в гонках Формули-1. Connaught мав під капотом один із двигунів Alta Джефрі Тейлора, коріння якого тягнуться від побудованого в домашніх умовах автомобіля, який він запустив у виробництво у 1931 році. 

## Припинення виробництва автомобілів. Закриття компанії

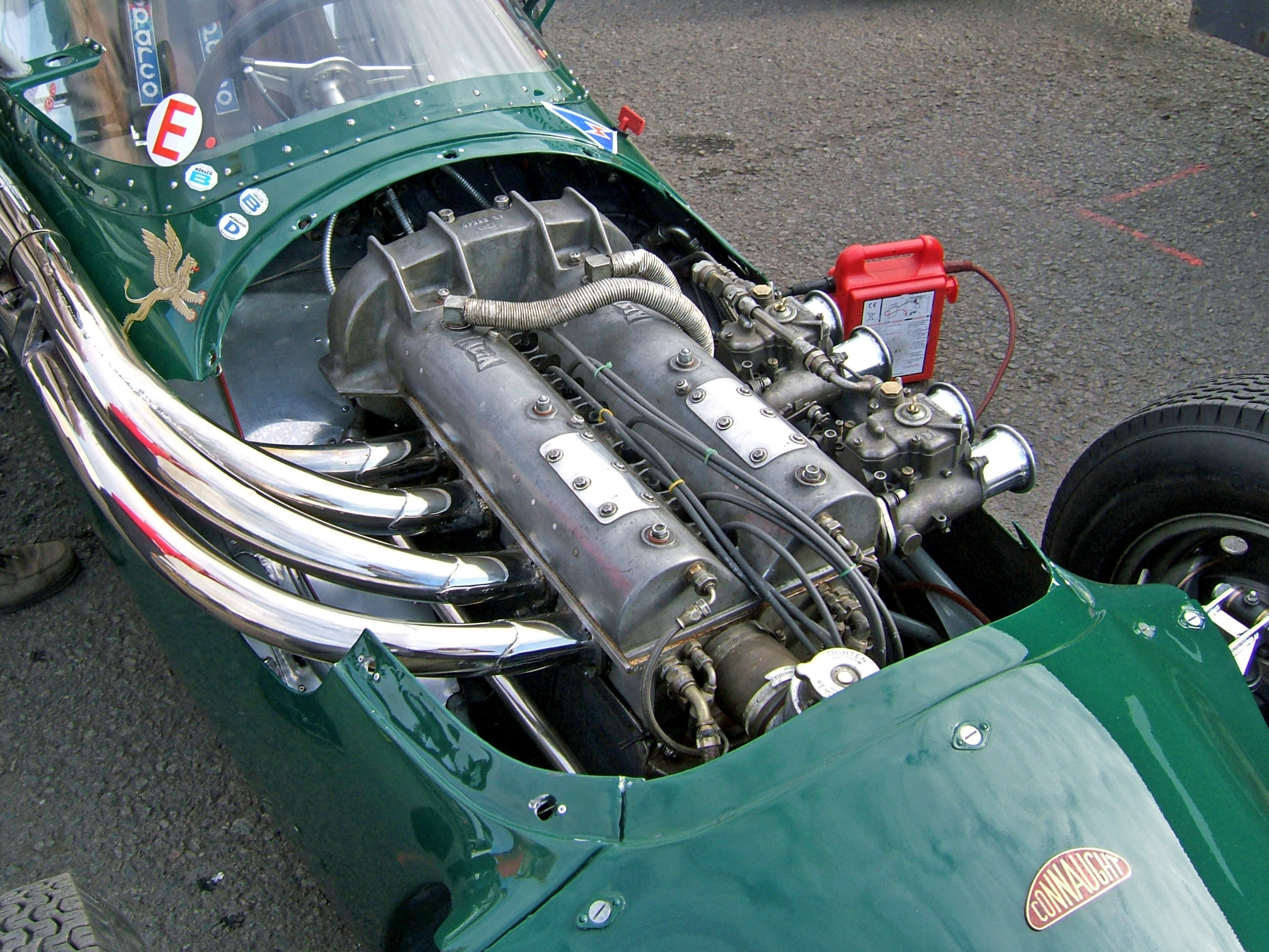
Рядний 4-циліндровий двигун Alta, встановлений на автомобілі Connaught Type C 1959 року для Формули-1

До 1956 року команда Connaught погіршила позиції, і здоров'я Джефрі Тейлора було не найкращим, тому після завершення останньої партії 2.5-літрових двигунів він закрив компанію Alta, що працювала у Толворті, Суррей. 
Джефрі Тейлор помер у 1966 році у віці 63 років. У 1976 році його син Майкл намагався відновити марку Alta з автомобілем Formula Ford, але йому не вдалося. До сьогодні збереглися декілька довоєнних спортивних і одномісних автомобілів, які перебувають у приватній власності. GP101, який спочатку був власністю Джорджа Абекасіса, був перебудований для Філа Скрега у автомобіль для змагань з підйому на пагорб і все ще використовується. П'ятий автомобіль F2 був возз'єднаний зі своїм початковим силовим агрегатом і брав участь у ряді історичних перегонів за останні роки, включаючи зустріч Goodwood Revival 1999 року.
Марка Alta може й не була на рівні ERA, Maserati, Bugatti або Alfa Romeo, але займала важливу нішу в історії британських автоперегонів і була результатом зусиль однієї людини.

## Результати компанії на Чемпіонаті світу Формула-1
| Рік  | Учасник    | Шасі    | Двигун   | Шини | Пілот         | 1   | 2   | 3   | 4   | 5   | 6   | 7   | 8   |
| ---- | ---------- | ------- | -------- | ---- | ------------- | --- | --- | --- | --- | --- | --- | --- | --- |
| 1950 | Приватний  | Alta GP | Alta L4s | D    |               | GBR | MON | 500 | SUI | BEL | FRA | ITA |     |
| 1950 | Приватний  | Alta GP | Alta L4s | D    | Джефрі Крослі | Ret |     |     |     | 9   |     |     |     |
| 1950 | Приватний  | Alta GP | Alta L4s | D    | Джоі Келлі    | NC  |     |     |     |     |     |     |     |
| 1951 | Приватний  | Alta GP | Alta L4s | D    |               | SUI | 500 | BEL | FRA | GBR | GER | ITA | ESP |
| 1951 | Приватний  | Alta GP | Alta L4s | D    | Джоі Келлі    |     |     |     |     | NC  |     |     |     |
| 1952 | П. Уайтхед | Alta F2 | Alta L4  | D    |               | SUI | 500 | BEL | FRA | GBR | GER | NED | ITA |
| 1952 | П. Уайтхед | Alta F2 | Alta L4  | D    | Пітер Уайтхед |     |     |     | Ret |     |     |     |     |
| 1952 | П. Уайтхед | Alta F2 | Alta L4  | D    | Грем Уайтхед  |     |     |     |     | 12  |     |     |     |

Примітка. До 1958 року не було Чемпіонату світу серед конструкторів, отже конструктори не були нагороджені очками.

## Список автомобілів Alta
- 1931 - Alta 1100
- 1935 - Alta 1.5 litre
  - Alta 2 litre
- 1948 - Alta GP
- 1952 - Alta F2